# Seleção Armênia de Rugby Union
A Seleção Armênia de Rugby Union é a equipe que representa a Armênia em competições internacionais de Rugby Union.
O time já foi invicto por 2 dois anos:2004 a 2006, quando perdeu para Suíça por 16-29. A equipe estreou em 2 de junho de 2004 e venceu a Noruega por 36-6, três dias depois venceram Israel por 48-0, melhor resultado da equipe até hoje.

## A Invencibilidade
Por 2 anos invictos a Armênia teve os seguintes jogos:
1. 02 de junho de 2004:Armênia 36x6 Noruega
2. 05 de junho de 2004:Armênia 48x0 Israel
3. 20 de outubro de 2004:Armênia 24x11 Bélgica
4. 7 de abril de 2005:Armênia 47x15 Israel
5. 11 de junho de 2005:Armênia 31x12 Israel
6. 1 de outubro de 2005:Armênia 39x12 Luxemburgo
7. 12 de novembro de 2005:Armênia 57x17 Bulgária
8. 29 de abril de 2006:Armênia 24x13 Hungria
9. 13 de maio de 2006:Armênia 42x6 Eslovênia
10. 04 de junho de 2006:Armênia 18x3 Lituânia

## Ligações Externas
- http://rugbydata.com/armenia